# Olympische Sommerspiele 1920/Teilnehmer (Frankreich)
| Gelbes Symbol für Goldmedaillen mit stilisierten Olympischen Ringen | Graues Symbol für Silbermedaillen mit stilisierten Olympischen Ringen | Braundes Symbol für Bronzemedaillen mit stilisierten Olympischen Ringen |
| ------------------------------------------------------------------- | --------------------------------------------------------------------- | ----------------------------------------------------------------------- |
| 9                                                                   | 19                                                                    | 13                                                                      |

Frankreich nahm an den Olympischen Sommerspielen 1920 in Antwerpen, Belgien, mit einer Delegation von 304 Sportlern teil. Dabei konnten die Athleten neun Gold-, 19 Silber- und 13 Bronzemedaillen gewinnen.

## Medaillengewinner

### Gold
| Name                                                                  | Sportart       | Wettkampf                           |
| --------------------------------------------------------------------- | -------------- | ----------------------------------- |
| Paul Fritsch                                                          | Boxen          | Federgewicht                        |
| Julien Louis Brulé                                                    | Bogenschießen  | Bewegliches Vogelziel, 50 m, Einzel |
| Armand Massard                                                        | Fechten        | Degen, Einzel                       |
| Henri Gance                                                           | Gewichtheben   | Mittelgewicht                       |
| Ernest Cadine                                                         | Gewichtheben   | Halbschwergewicht                   |
| Joseph Guillemot                                                      | Leichtathletik | 5000 m                              |
| Fernand Canteloube Georges Detreille Achille Souchard Marcel Gobillot | Radsport       | Mannschaftsfahren (175 km)          |
| Suzanne Lenglen                                                       | Tennis         | Einzel, Frauen                      |
| Suzanne Lenglen Max Décugis                                           | Tennis         | Mixed                               |

### Silber
| Name | Sportart       | Wettkampf                               |
| --- | -------------- | --------------------------------------- |
| Léonce Quentin | Bogenschießen  | Bewegliches Vogelziel, 28 m, Einzel     |
| Julien Louis Brule | Bogenschießen  | Bewegliches Vogelziel, 33 m, Einzel     |
| Julien Louis Brulé Léonce Quentin Pascal Fauvel Eugène Grisot Eugène Richez Artur Mabellon Paul Leroy | Bogenschießen  | Bewegliches Vogelziel, 33 m, Mannschaft |
| Julien Louis Brulé Léonce Quentin Pascal Fauvel Eugène Grisot Eugène Richez Artur Mabellon Paul Leroy | Bogenschießen  | Bewegliches Vogelziel, 50 m, Mannschaft |
| Jean Gachet | Boxen          | Federgewicht                            |
| Alexandre Lippmann | Fechten        | Degen, Einzel                           |
| Philippe Cattiau | Fechten        | Florett, Einzel                         |
| André Labatut Georges Trombert Marcel Perrot Lucien Gaudin Philippe Cattiau Roger Ducret Gaston Amson Lionel Bony de Castellane | Fechten        | Florett, Mannschaft                     |
| Jean Margraff Marc Perrodon Henri de Saint Germain Georges Trombert | Fechten        | Säbel, Mannschaft                       |
| Joseph Guillemot | Leichtathletik | 10.000 m                                |
| René Tirard René Lorain René Mourlon Émile Ali-Khan | Leichtathletik | 4 × 100 m Staffel                       |
| Charles Field | Reiten         | Kunstreiten, Einzel                     |
| Cauchy Charles Field Salins | Reiten         | Kunstreiten, Mannschaft                 |
| Gabriel Poix Maurice Bouton Ernest Barberolle | Rudern         | Zweier mit Steuermann                   |
| Edouard Bader Raymond Berrurier François Borde Adolphe Bousquet Jean Bruneval Alphonse Castex André Chilo René Crabos Curtet Alfred Eluère Jacques Forestier Grenet Maurice Labeyrie Constant Lamaignière Robert Levasseur Pierre Petiteau Eugène Soulié Raoul Thiercelin Robert Thierry | Rugby          | Männer                                  |
| Léon Johnson | Schießen       | Armeegewehr liegend 300 m               |
| Léon Johnson Émile Rumeau Achille Paroche André Parmentier Georges Roes | Schießen       | Armeegewehr Mannschaft liegend 300 m    |
| Albert Weil Félix Picon Robert Monier | Segeln         | 6,5-Meter-Klasse                        |
| Marco Torrès | Turnen         | Einzelmehrkampf                         |

### Bronze
| Name | Sportart       | Wettkampf                               |
| --- | -------------- | --------------------------------------- |
| Julien Louis Brulé Léonce Quentin Pascal Fauvel Eugène Grisot Eugène Richez Artur Mabellon Paul Leroy | Bogenschießen  | Bewegliches Vogelziel, 28 m, Mannschaft |
| Albert Eluère | Boxen          | Schwergewicht                           |
| Gustave Buchard | Fechten        | Degen, Einzel                           |
| Roger Ducret | Fechten        | Florett, Einzel                         |
| Armand Massard Alexandre Lippmann Gustave Buchard Georges Casanova Georges Trombert Gaston Amson Louis Moreau | Fechten        | Degen, Mannschaft                       |
| Louis Bernot | Gewichtheben   | Schwergewicht                           |
| Géo André Gaston Féry Maurice Delvart André Devaux | Leichtathletik | 4 × 400 m Staffel                       |
| Fernand Canteloube | Radsport       | Einzelzeitfahren (175 km)               |
| Gaston Giran Alfred Plé | Rudern         | Doppelzweier                            |
| Pierre Albarran Max Décugis | Tennis         | Männer, Doppel                          |
| Élisabeth d’Ayen Suzanne Lenglen | Tennis         | Frauen, Doppel                          |
| Jean Gounot | Turnen         | Einzelmehrkampf                         |
| Georges Berger Émile Bouchès René Boulanger Alfred Bruyenne Eugène Cordonnier Léon Delsarte Lucien Démanet Paul Durin Victor Duvant Fernand Fauconnier Arthur Hermann Albert Hersoy Alphonse Higelin Georges Hoël Louis Quempe Georges Lagouge Paulin Lemaire Ernest Lespinasse Émile Boitelle Jules Pirard Eugène Pollet Georges Thurnherr Marco Torrès François Walker Julien Wartelle Paul Wartelle | Turnen         | Mannschaftsmehrkampf                    |

## Teilnehmer nach Sportarten

### Boxen
| Athlet                  | Disziplin                        | Erste Runde       | Achtelfinale       | Viertelfinale        | Halbfinale       | Finale/Kampf um Platz 3 | Finale/Kampf um Platz 3 |
| Athlet                  | Disziplin                        | Gegner Ergebnis   | Gegner Ergebnis    | Gegner Ergebnis      | Gegner Ergebnis  | Gegner Ergebnis         | Platz                   |
| ----------------------- | -------------------------------- | ----------------- | ------------------ | -------------------- | ---------------- | ----------------------- | ----------------------- |
| Charles Albert          | Fliegengewicht (bis 50,80 kg)    | nicht ausgetragen | Dell’Oro Gewonnen  | Charpentier Gewonnen | Genaro Verloren  | Cuthbertson Verloren    | Vierter                 |
| Georges Cochon          | Bantamgewicht (bis 53,50 kg)     | nicht ausgetragen | Vogel Verloren     | nicht erreicht       | nicht erreicht   | nicht erreicht          | Neunter                 |
| René Darbou             | Halbschwergewicht (bis 79,38 kg) | nicht ausgetragen | Sørsdal Verloren   | nicht erreicht       | nicht erreicht   | nicht erreicht          | Neunter                 |
| Jean Dortet             | Mittelgewicht (bis 72,57 kg)     | Simonon Gewonnen  | Strømme Verloren   | nicht erreicht       | nicht erreicht   | nicht erreicht          | Neunter                 |
| Xavier Eluère           | Schwergewicht (über 79,38 kg)    | N/A               | Barbaresi Gewonnen | Hoel Gewonnen        | Rawson Verloren  | Spengler Gewonnen       | Dritter                 |
| Paul Fritsch            | Federgewicht (bis 57,15 kg)      | Freilos           | Etzell Gewonnen    | Erdal Gewonnen       | Garzena Gewonnen | Gachet Verloren         | Zweiter                 |
| Jean Gachet             | Federgewicht (bis 57,15 kg)      | Freilos           | Olsen Gewonnen     | Bovy Gewonnen        | Zivic Gewonnen   | Fritsch Gewonnen        | Olympiasieger           |
| Léon Gillet             | Weltergewicht (bis 66,68 kg)     | Freilos           | Whitbread Gewonnen | Colberg Verloren     | nicht erreicht   | nicht erreicht          | Fünfter                 |
| Jacques Grégoire        | Leichtgewicht (bis 61,24 kg)     | nicht ausgetragen | Beland Verloren    | nicht erreicht       | nicht erreicht   | nicht erreicht          | Neunter                 |
| Louis Piochelle         | Halbschwergewicht (bis 79,38 kg) | nicht ausgetragen | Freilos            | Franks Verloren      | nicht erreicht   | nicht erreicht          | Fünfter                 |
| Jean-Baptiste Rampignon | Fliegengewicht (bis 50,80 kg)    | nicht ausgetragen | Turner Gewonnen    | Genaro Verloren      | nicht erreicht   | nicht erreicht          | Fünfter                 |
| Marcel Rey-Golliet      | Mittelgewicht (bis 72,57 kg)     | Freilos           | Kruse Gewonnen     | Prud’Homme Verloren  | nicht erreicht   | nicht erreicht          | Fünfter                 |
| Henri Ricard            | Bantamgewicht (bis 53,50 kg)     | nicht ausgetragen | Nygaard Gewonnen   | Graham Verloren      | nicht erreicht   | nicht erreicht          | Fünfter                 |
| Henri Richards          | Weltergewicht (bis 66,68 kg)     | Freilos           | Steen Verloren     | nicht erreicht       | nicht erreicht   | nicht erreicht          | Neunter                 |
| Joseph Solvinto         | Leichtgewicht (bis 61,24 kg)     | nicht ausgetragen | Mosberg Verloren   | nicht erreicht       | nicht erreicht   | nicht erreicht          | Neunter                 |

### Bogenschießen
| Athlet                                                                                          | Disziplin                               | Finale | Finale        |
| Athlet                                                                                          | Disziplin                               | Punkte | Platz         |
| ----------------------------------------------------------------------------------------------- | --------------------------------------- | ------ | ------------- |
| Julien Brulé                                                                                    | Bewegliches Vogelziel, 50 m, Einzel     | 134    | Olympiasieger |
| Julien Brulé                                                                                    | Bewegliches Vogelziel, 33 m, Einzel     | 94     | Zweiter       |
| Léonce Quentin                                                                                  | Bewegliches Vogelziel, 28 m, Einzel     | 104    | Zweiter       |
| Julien Brulé Pascal Fauvel Eugène Grisot Paul Leroy Artur Mabellon Léonce Quentin Eugène Richez | Bewegliches Vogelziel, 50 m, Mannschaft | 2493   | Zweiter       |
| Julien Brulé Pascal Fauvel Eugène Grisot Paul Leroy Artur Mabellon Léonce Quentin Eugène Richez | Bewegliches Vogelziel, 33 m, Mannschaft | 2586   | Zweiter       |
| Julien Brulé Pascal Fauvel Eugène Grisot Paul Leroy Artur Mabellon Léonce Quentin Eugène Richez | Bewegliches Vogelziel, 28 m, Mannschaft | 2328   | Dritter       |

### Eishockey
- Sechster
Jean Chaland
Pierre Charpentier
Henri Couttet
Georges Dary
Jacques Gaittet
Léon Quaglia
Alfred de Rauch

### Eiskunstlauf
| Athlet                           | Disziplin | Finale   | Finale  |
| Athlet                           | Disziplin | Ergebnis | Platz   |
| -------------------------------- | --------- | -------- | ------- |
| Charles Sabouret Simone Sabouret | Paare     | 45,5     | Siebter |

### Fechten
| Athlet | Disziplin           | Erste Runde       | Erste Runde       | Viertelfinale     | Viertelfinale     | Halbfinale        | Halbfinale        | Finale         | Finale         |
| Athlet | Disziplin           | Ergebnis          | Platz             | Ergebnis          | Platz             | Ergebnis          | Platz             | Ergebnis       | Platz          |
| --- | ------------------- | ----------------- | ----------------- | ----------------- | ----------------- | ----------------- | ----------------- | -------------- | -------------- |
| Lionel Bony de Castellane | Florett, Einzel     | nicht ausgetragen | nicht ausgetragen | 4–2               | Dritter           | 2–3               | Vierter           | nicht erreicht | nicht erreicht |
| Gustave Buchard | Degen, Einzel       | 6–1               | Erster            | 6–5               | Dritter           | 6–5               | Zweiter           | 6–5            | Dritter        |
| Georges Casanova | Degen, Einzel       | 6–2               | Zweiter           | 6–4               | Dritter           | 9–2               | Erster            | 5–6            | Fünfter        |
| Philippe Cattiau | Florett, Einzel     | nicht ausgetragen | nicht ausgetragen | 6–0               | Erster            | 4–1               | Erster            | 9–2            | Zweiter        |
| Henri de Saint Germain | Säbel, Einzel       | nicht ausgetragen | nicht ausgetragen | 2–4               | Sechster          | nicht erreicht    | nicht erreicht    | nicht erreicht | nicht erreicht |
| Frédéric Dubourdieu | Degen, Einzel       | 7–2               | Erster            | 6–4               | Zweiter           | 4–7               | Siebter           | nicht erreicht | nicht erreicht |
| Roger Ducret | Degen, Einzel       | 5–4               | Dritter           | 5–6               | Siebter           | nicht erreicht    | nicht erreicht    | nicht erreicht | nicht erreicht |
| Roger Ducret | Florett, Einzel     | nicht ausgetragen | nicht ausgetragen | 5–0               | Erster            | 3–2               | Dritter           | 9–2            | Dritter        |
| André Labatut | Florett, Einzel     | nicht ausgetragen | nicht ausgetragen | 6–0               | Erster            | 5–0               | Erster            | 7–4            | Vierter        |
| Alexandre Lippmann | Degen, Einzel       | 4–4               | Fünfter           | 7–3               | Zweiter           | 4–7               | Fünfter           | 7–4            | Zweiter        |
| Jean Margraff | Säbel, Einzel       | nicht ausgetragen | nicht ausgetragen | DNF               | DNF               | nicht erreicht    | nicht erreicht    | nicht erreicht | nicht erreicht |
| Armand Massard | Degen, Einzel       | 6–2               | Erster            | 6–4               | Zweiter           | 6–5               | Dritter           | 9–2            | Olympiasieger  |
| Louis Moreau | Degen, Einzel       | 6–2               | Erster            | 6–4               | Vierter           | 6–5               | Zweiter           | 5–6            | Sechster       |
| Marc Perrodon | Säbel, Einzel       | nicht ausgetragen | nicht ausgetragen | 3–4               | Fünfter           | nicht erreicht    | nicht erreicht    | nicht erreicht | nicht erreicht |
| Marcel Perrot | Florett, Einzel     | nicht ausgetragen | nicht ausgetragen | 6–2               | Zweiter           | 3–2               | Dritter           | 3–8            | Elfter         |
| Jean Servent | Säbel, Einzel       | nicht ausgetragen | nicht ausgetragen | 4–4               | Fünfter           | nicht erreicht    | nicht erreicht    | nicht erreicht | nicht erreicht |
| Georges Trombert | Degen, Einzel       | 5–2               | Erster            | 8–2               | Erster            | 6–5               | Siebter           | nicht erreicht | nicht erreicht |
| Georges Trombert | Florett, Einzel     | nicht ausgetragen | nicht ausgetragen | 7–1               | Zweiter           | 4–1               | Erster            | 3–8            | Zehnter        |
| Georges Trombert | Säbel, Einzel       | nicht ausgetragen | nicht ausgetragen | DNF               | DNF               | nicht erreicht    | nicht erreicht    | nicht erreicht | nicht erreicht |
| Jean Margraff Marc Perrodon Henri de Saint Germain Georges Trombert Jean Lacroix Jean Mondielli                                 | Säbel, Mannschaft   | nicht ausgetragen | nicht ausgetragen | nicht ausgetragen | nicht ausgetragen | nicht ausgetragen | nicht ausgetragen | 6–1            | Zweiter        |
| Gaston Amson Gustave Buchard Georges Casanova Alexandre Lippmann Armand Massard Louis Moreau Georges Trombert                   | Degen, Mannschaft   | nicht ausgetragen | nicht ausgetragen | nicht ausgetragen | nicht ausgetragen | 4–0               | Erster            | 2–2            | Dritter        |
| Gaston Amson Lionel Bony de Castellane Philippe Cattiau Roger Ducret Lucien Gaudin André Labatut Marcel Perrot Georges Trombert | Florett, Mannschaft | nicht ausgetragen | nicht ausgetragen | nicht ausgetragen | nicht ausgetragen | 1–0               | Erster            | 3–1            | Zweiter        |

### Fußball
- Sechster
Albert Parsys
Léon Huot
Édouard Baumann
Jean Batmale
René Petit
François Hugues
Jules Dewaquez
Jean Boyer
Paul Nicolas
Henri Bard
Raymond Dubly

### Gewichtheben
| Athlet           | Disziplin                         | Finale   | Finale        |
| Athlet           | Disziplin                         | Ergebnis | Platz         |
| ---------------- | --------------------------------- | -------- | ------------- |
| Fernand Arnout   | Leichtgewicht (bis 67,5 kg)       | 220,0    | Fünfter       |
| Louis Bernot     | Schwergewicht (über 82,5 kg)      | 255,0    | Dritter       |
| Ernest Cadine    | Leichtschwergewicht (bis 82,5 kg) | 295,0    | Olympiasieger |
| André Delloue    | Federgewicht (bis 60 kg)          | 150,0    | Zwölfter      |
| Maurice Davène   | Leichtschwergewicht (bis 82,5 kg) | 250,0    | Fünfter       |
| Joseph Duchateau | Schwergewicht (über 82,5 kg)      | 247,5    | Sechster      |
| Jean Ducher      | Federgewicht (bis 60 kg)          | 140,0    | 13.           |
| Henri Gance      | Mittelgewicht (bis 75 kg)         | 245,0    | Olympiasieger |
| Paul Ledran      | Mittelgewicht (bis 75 kg)         | 220,0    | Fünfter       |
| Jean Vaquette    | Leichtgewicht (bis 67,5 kg)       | 215,0    | Siebter       |

### Hockey
- Vierter
Paul Haranger
Robert Lelong
Pierre Estrabant
Georges Breuille
Jacques Morise
Édmond Loriol
Désiré Guard
Roland Bedel
André Bounal
Gaston Rogot
Pierre Rollin

### Leichtathletik
| Athlet                                              | Disziplin                     | Vorlauf           | Vorlauf           | Viertelfinale     | Viertelfinale     | Halbfinale        | Halbfinale        | Finale         | Finale         |
| Athlet                                              | Disziplin                     | Ergebnis          | Platz             | Ergebnis          | Platz             | Ergebnis          | Platz             | Ergebnis       | Platz          |
| --------------------------------------------------- | ----------------------------- | ----------------- | ----------------- | ----------------- | ----------------- | ----------------- | ----------------- | -------------- | -------------- |
| Émile Ali-Khan                                      | 100 m                         | 11,0 s            | Erster            | 10,9 s            | Zweiter           | 10,8 s            | Zweiter           | 11,1 s         | Fünfter        |
| Géo André                                           | 400 m                         | 52,3 s            | Zweiter           | 51,3 s            | Dritter           | 50,5 s            | Fünfter           | nicht erreicht | nicht erreicht |
| Géo André                                           | 400 m Hürden                  | nicht ausgetragen | nicht ausgetragen | 55,9 s            | Zweiter           | k. A.             | Zweiter           | 54,8 s         | Vierter        |
| Kléber Argouach                                     | 800 m                         | nicht ausgetragen | nicht ausgetragen | 2:02,5 min        | Vierter           | k. A.             | Sechster          | nicht erreicht | nicht erreicht |
| André Audinet                                       | 1500 m                        | nicht ausgetragen | nicht ausgetragen | nicht ausgetragen | nicht ausgetragen | 4:03,7 min        | Dritter           | 4:06,4 min     | Sechster       |
| Fernand Bauduin                                     | 800 m                         | nicht ausgetragen | nicht ausgetragen | 2:02,5 min        | Dritter           | 1:58,0 min        | Fünfter           | nicht erreicht | nicht erreicht |
| Eugène Bayon                                        | 400 m                         | 52,4 s            | Dritter           | nicht erreicht    | nicht erreicht    | nicht erreicht    | nicht erreicht    | nicht erreicht | nicht erreicht |
| Henri Bernard                                       | 110 m Hürden                  | nicht ausgetragen | nicht ausgetragen | k. A.             | Dritter           | nicht erreicht    | nicht erreicht    | nicht erreicht | nicht erreicht |
| Edmond Bimont                                       | Crosslauf, Einzelwertung      | nicht ausgetragen | nicht ausgetragen | nicht ausgetragen | nicht ausgetragen | nicht ausgetragen | nicht ausgetragen | k. A.          | 32.            |
| Edmond Brossard                                     | 3000 m Hindernis              | nicht ausgetragen | nicht ausgetragen | nicht ausgetragen | nicht ausgetragen | k. A.             | Vierter           | nicht erreicht | nicht erreicht |
| Edmond Brossard                                     | Crosslauf, Einzelwertung      | nicht ausgetragen | nicht ausgetragen | nicht ausgetragen | nicht ausgetragen | nicht ausgetragen | nicht ausgetragen | k. A.          | 31.            |
| Armand Burtin                                       | 1500 m                        | nicht ausgetragen | nicht ausgetragen | nicht ausgetragen | nicht ausgetragen | 4:07,7 min        | Vierter           | nicht erreicht | nicht erreicht |
| René Caste                                          | 200 m                         | 23,0 s            | Erster            | 22,2 s            | Dritter           | nicht erreicht    | nicht erreicht    | nicht erreicht | nicht erreicht |
| André Chilo                                         | Dreisprung                    | 12,54 s           | 17.               | nicht ausgetragen | nicht ausgetragen | nicht ausgetragen | nicht ausgetragen | nicht erreicht | nicht erreicht |
| Maurice de Conninck                                 | 1500 m                        | nicht ausgetragen | nicht ausgetragen | nicht ausgetragen | nicht ausgetragen | 4:09,8 min        | Vierter           | nicht erreicht | nicht erreicht |
| Eugène Coulon                                       | Weitsprung                    | 6,50 m            | Elfter            | nicht ausgetragen | nicht ausgetragen | nicht ausgetragen | nicht ausgetragen | nicht erreicht | nicht erreicht |
| Charles Courtin                                     | Weitsprung                    | 6,23 m            | 17.               | nicht ausgetragen | nicht ausgetragen | nicht ausgetragen | nicht ausgetragen | nicht erreicht | nicht erreicht |
| Maurice Delvart                                     | 400 m                         | 50,9 s            | Dritter           | nicht erreicht    | nicht erreicht    | nicht erreicht    | nicht erreicht    | nicht erreicht | nicht erreicht |
| Henri Dozolme                                       | Kugelstoßen                   | 11,965 m          | 15.               | nicht ausgetragen | nicht ausgetragen | nicht ausgetragen | nicht ausgetragen | nicht erreicht | nicht erreicht |
| Lucien Duquesne                                     | 5000 m                        | nicht ausgetragen | nicht ausgetragen | nicht ausgetragen | nicht ausgetragen | 16:08,2 min       | Fünfter           | nicht erreicht | nicht erreicht |
| Lucien Duquesne                                     | 10.000 m                      | nicht ausgetragen | nicht ausgetragen | nicht ausgetragen | nicht ausgetragen | 35:06,6 min       | Siebter           | nicht erreicht | nicht erreicht |
| Émile Écuyer                                        | Diskuswurf                    | 36,10 m           | 14.               | nicht ausgetragen | nicht ausgetragen | nicht ausgetragen | nicht ausgetragen | nicht erreicht | nicht erreicht |
| Paul Esparbès                                       | 800 m                         | nicht ausgetragen | nicht ausgetragen | 1:57,7 min        | Vierter           | 1:57,3 min        | Dritter           | 1:58,0 min     | Achter         |
| Gaston Féry                                         | 400 m                         | 51,1 s            | Erster            | 50,6 s            | Erster            | k. A.             | Sechster          | nicht erreicht | nicht erreicht |
| André Francquenelle                                 | Stabhochsprung                | 3,60 m            | Erster            | nicht ausgetragen | nicht ausgetragen | nicht ausgetragen | nicht ausgetragen | 3,40 m         | Zehnter        |
| Étienne Gajan                                       | Stabhochsprung                | 3,50 m            | 14.               | nicht ausgetragen | nicht ausgetragen | nicht ausgetragen | nicht ausgetragen | nicht erreicht | nicht erreicht |
| Robert Geyer                                        | 3000 m Hindernis              | nicht ausgetragen | nicht ausgetragen | nicht ausgetragen | nicht ausgetragen | 11:11,9 min       | Vierter           | nicht erreicht | nicht erreicht |
| Robert Goullieux                                    | 800 m                         | nicht ausgetragen | nicht ausgetragen | 1:58,8 min        | Erster            | 1:59,6 min        | Fünfter           | nicht erreicht | nicht erreicht |
| Pierre Grany                                        | Speerwurf                     | 47,90 m           | 14.               | nicht ausgetragen | nicht ausgetragen | nicht ausgetragen | nicht ausgetragen | nicht erreicht | nicht erreicht |
| Charles Guézille                                    | Weitsprung                    | 5,485 m           | 27.               | nicht ausgetragen | nicht ausgetragen | nicht ausgetragen | nicht ausgetragen | nicht erreicht | nicht erreicht |
| Joseph Guillemot                                    | 5000 m                        | nicht ausgetragen | nicht ausgetragen | nicht ausgetragen | nicht ausgetragen | 15:33,0 min       | Erster            | 14:55,6 min    | Olympiasieger  |
| Joseph Guillemot                                    | 10.000 m                      | nicht ausgetragen | nicht ausgetragen | nicht ausgetragen | nicht ausgetragen | 32:41,6 min       | Erster            | 31:47,2 min    | Zweiter        |
| Joseph Guillemot                                    | Crosslauf, Einzelwertung      | nicht ausgetragen | nicht ausgetragen | nicht ausgetragen | nicht ausgetragen | nicht ausgetragen | nicht ausgetragen | DNF            | DNF            |
| Georges Guillon                                     | 3000 m Hindernis              | nicht ausgetragen | nicht ausgetragen | nicht ausgetragen | nicht ausgetragen | 10:44,3 min       | Sechster          | nicht erreicht | nicht erreicht |
| Pierre Guilloux                                     | Hochsprung                    | 1,75 m            | 13,               | nicht ausgetragen | nicht ausgetragen | nicht ausgetragen | nicht ausgetragen | nicht erreicht | nicht erreicht |
| Gaston Heuet                                        | 10.000 m                      | nicht ausgetragen | nicht ausgetragen | nicht ausgetragen | nicht ausgetragen | 32:11,1 min       | Dritter           | DNF            | DNF            |
| Gaston Heuet                                        | Crosslauf, Einzelwertung      | nicht ausgetragen | nicht ausgetragen | nicht ausgetragen | nicht ausgetragen | nicht ausgetragen | nicht ausgetragen | 28:10,0 min    | Achter         |
| Louis Ichard                                        | Marathon                      | nicht ausgetragen | nicht ausgetragen | nicht ausgetragen | nicht ausgetragen | nicht ausgetragen | nicht ausgetragen | DNF            | DNF            |
| Marcel Jarrety                                      | 400 m Hürden                  | nicht ausgetragen | nicht ausgetragen | DNF               | DNF               | nicht erreicht    | nicht erreicht    | nicht erreicht | nicht erreicht |
| René Labat                                          | Hochsprung                    | 1,80 m            | Erster            | nicht ausgetragen | nicht ausgetragen | nicht ausgetragen | nicht ausgetragen | 1,75 m         | Neunter        |
| Paul Lagarde                                        | Stabhochsprung                | 3,60 m            | Erster            | nicht ausgetragen | nicht ausgetragen | nicht ausgetragen | nicht ausgetragen | 3,40 m         | Elfter         |
| Frédéric Langrenay                                  | 3000 m Hindernis              | nicht ausgetragen | nicht ausgetragen | nicht ausgetragen | nicht ausgetragen | 10:39,8 min       | Fünfter           | nicht erreicht | nicht erreicht |
| Gustave Lauvaux                                     | Crosslauf, Einzelwertung      | nicht ausgetragen | nicht ausgetragen | nicht ausgetragen | nicht ausgetragen | nicht ausgetragen | nicht ausgetragen | k. A.          | 17.            |
| René Leray                                          | 1500 m                        | nicht ausgetragen | nicht ausgetragen | nicht ausgetragen | nicht ausgetragen | 4:15,0 min        | Fünfter           | 4:16,5 min     | Zehnter        |
| Pierre Lewden                                       | Hochsprung                    | 1,80 m            | Erster            | nicht ausgetragen | nicht ausgetragen | nicht ausgetragen | nicht ausgetragen | 1,80 m         | Siebter        |
| René Lorain                                         | 100 m                         | k. A.             | Dritter           | nicht erreicht    | nicht erreicht    | nicht erreicht    | nicht erreicht    | nicht erreicht | nicht erreicht |
| René Lorain                                         | 200 m                         | 25,0 s            | Erster            | 23,0 s            | Dritter           | nicht erreicht    | nicht erreicht    | nicht erreicht | nicht erreicht |
| Albert Lucas                                        | 400 m Hürden                  | nicht ausgetragen | nicht ausgetragen | k. A.             | Vierter           | nicht erreicht    | nicht erreicht    | nicht erreicht | nicht erreicht |
| Jean-Baptiste Manhès                                | 5000 m                        | nicht ausgetragen | nicht ausgetragen | nicht ausgetragen | nicht ausgetragen | 16:07,8 min       | Siebter           | nicht erreicht | nicht erreicht |
| Jean-Baptiste Manhès                                | 10.000 m                      | nicht ausgetragen | nicht ausgetragen | nicht ausgetragen | nicht ausgetragen | 34:12,0 min       | Vierter           | 32:26,0 min    | Sechster       |
| Albert Moché                                        | Marathon                      | nicht ausgetragen | nicht ausgetragen | nicht ausgetragen | nicht ausgetragen | nicht ausgetragen | nicht ausgetragen | 2:50:00,2 h    | 18.            |
| René Mourlon                                        | 100 m                         | 11,2 s            | Erster            | 11,0 s            | Dritter           | nicht erreicht    | nicht erreicht    | nicht erreicht | nicht erreicht |
| Léonce Oleffe                                       | 1500 m                        | nicht ausgetragen | nicht ausgetragen | nicht ausgetragen | nicht ausgetragen | 4:11,5 min        | Fünfter           | nicht erreicht | nicht erreicht |
| Marcel Orfidan                                      | Weitsprung                    | 6,39 m            | 14.               | nicht ausgetragen | nicht ausgetragen | nicht ausgetragen | nicht ausgetragen | nicht erreicht | nicht erreicht |
| Raoul Paoli                                         | Kugelstoßen                   | 12,485 m          | Zwölfter          | nicht ausgetragen | nicht ausgetragen | nicht ausgetragen | nicht ausgetragen | nicht erreicht | nicht erreicht |
| Arthur Picard                                       | Speerwurf                     | 47,09 m           | 15.               | nicht ausgetragen | nicht ausgetragen | nicht ausgetragen | nicht ausgetragen | nicht erreicht | nicht erreicht |
| Daniel Pierre                                       | Diskuswurf                    | 35,53 m           | 15.               | nicht ausgetragen | nicht ausgetragen | nicht ausgetragen | nicht ausgetragen | nicht erreicht | nicht erreicht |
| Etienne Proux                                       | Speerwurf                     | 12,925 m          | 16.               | nicht ausgetragen | nicht ausgetragen | nicht ausgetragen | nicht ausgetragen | nicht erreicht | nicht erreicht |
| Gustave Remouet                                     | Dreisprung                    | 12,475 m          | 19.               | nicht ausgetragen | nicht ausgetragen | nicht ausgetragen | nicht ausgetragen | nicht erreicht | nicht erreicht |
| Joseph Servella                                     | Crosslauf, Einzelwertung      | nicht ausgetragen | nicht ausgetragen | nicht ausgetragen | nicht ausgetragen | nicht ausgetragen | nicht ausgetragen | k. A.          | 21.            |
| Jean-René Seurin                                    | 200 m                         | 23,6 s            | Dritter           | nicht erreicht    | nicht erreicht    | nicht erreicht    | nicht erreicht    | nicht erreicht | nicht erreicht |
| Martial Simon                                       | 10.000 m Gehen                | nicht ausgetragen | nicht ausgetragen | nicht ausgetragen | nicht ausgetragen | DSQ               | DSQ               | nicht erreicht | nicht erreicht |
| Henri Teyssedou                                     | Marathon                      | nicht ausgetragen | nicht ausgetragen | nicht ausgetragen | nicht ausgetragen | nicht ausgetragen | nicht ausgetragen | 3:00:04,0 h    | 25.            |
| René Tirard                                         | 100 m                         | 11,7 s            | Zweiter           | 11,2 s            | Vierter           | nicht erreicht    | nicht erreicht    | nicht erreicht | nicht erreicht |
| René Tirard                                         | 200 m                         | 23,2 s            | Erster            | k. A.             | Dritter           | nicht erreicht    | nicht erreicht    | nicht erreicht | nicht erreicht |
| André Tison                                         | Diskuswurf                    | 37.35             | 11                | nicht ausgetragen | nicht ausgetragen | nicht ausgetragen | nicht ausgetragen | nicht erreicht | nicht erreicht |
| Amédée Trichard                                     | Marathon                      | nicht ausgetragen | nicht ausgetragen | nicht ausgetragen | nicht ausgetragen | nicht ausgetragen | nicht ausgetragen | DNF            | DNF            |
| Edmond Brossard Armand Burtin Gaston Heuet          | 3000 m Mannschaft             | nicht ausgetragen | nicht ausgetragen | nicht ausgetragen | nicht ausgetragen | 7                 | Erster            | 30             | Vierter        |
| Gaston Heuet Gustave Lauvaux Joseph Servella        | Crosslauf, Mannschaftswertung | nicht ausgetragen | nicht ausgetragen | nicht ausgetragen | nicht ausgetragen | nicht ausgetragen | nicht ausgetragen | 40             | Fünfter        |
| Émile Ali-Khan René Lorain René Mourlon René Tirard | 4 × 100 m Staffel             | nicht ausgetragen | nicht ausgetragen | nicht ausgetragen | nicht ausgetragen | 43,0 s            | Erster            | 42,5           | Zweiter        |
| Géo André Maurice Delvart André Devaux Gaston Féry  | 4 × 400 m Staffel             | nicht ausgetragen | nicht ausgetragen | nicht ausgetragen | nicht ausgetragen | 3:46,6 min        | Dritter           | 3:23,5 min     | Dritter        |

### Moderner Fünfkampf
| Athlet         | Finale | Finale  | Finale   | Finale    | Finale | Finale | Finale  |
| Athlet         | Reiten | Fechten | Schießen | Schwimmen | Lauf   | Gesamt | Platz   |
| -------------- | ------ | ------- | -------- | --------- | ------ | ------ | ------- |
| Georges Brulé  | 11     | 16      | 4        | 15        | 11     | 57     | Zehnter |
| Henri Candelon | 18     | 21      | 1        | 2         | 22     | 71     | 18.     |
| René Foucher   | 19     | 22      | 6        | 4         | 10     | 67     | 16.     |
| Jean Mondielli | 20     | 18      | 19       | 12        | 21     | 72     | 19.     |

### Radsport
| Athlet                                                                | Disziplin                    |                   |                   |                   |                   |                          |                          |                      |                      |                   |                   | Finale         | Finale         |
| Athlet                                                                | Disziplin                    | Ergebnis          | Platz             |                   |                   |                          |                          |                      |                      |                   |                   |                |                |
| --------------------------------------------------------------------- | ---------------------------- | ----------------- | ----------------- | ----------------- | ----------------- | ------------------------ | ------------------------ | -------------------- | -------------------- | ----------------- | ----------------- | -------------- | -------------- |
| Fernand Canteloube                                                    | Einzelzeitfahren (175 km)    | nicht ausgetragen | nicht ausgetragen | nicht ausgetragen | nicht ausgetragen | nicht ausgetragen        | nicht ausgetragen        | nicht ausgetragen    | nicht ausgetragen    | nicht ausgetragen | nicht ausgetragen | 4:42:54,4 h    | Dritter        |
| Georges Detreille                                                     | Einzelzeitfahren (175 km)    | nicht ausgetragen | nicht ausgetragen | nicht ausgetragen | nicht ausgetragen | nicht ausgetragen        | nicht ausgetragen        | nicht ausgetragen    | nicht ausgetragen    | nicht ausgetragen | nicht ausgetragen | 4:46:13,4 h    | Sechster       |
| Marcel Gobillot                                                       | Einzelzeitfahren (175 km)    | nicht ausgetragen | nicht ausgetragen | nicht ausgetragen | nicht ausgetragen | nicht ausgetragen        | nicht ausgetragen        | nicht ausgetragen    | nicht ausgetragen    | nicht ausgetragen | nicht ausgetragen | 4:55:39,6 h    | 14.            |
| Achille Souchard                                                      | Einzelzeitfahren (175 km)    | nicht ausgetragen | nicht ausgetragen | nicht ausgetragen | nicht ausgetragen | nicht ausgetragen        | nicht ausgetragen        | nicht ausgetragen    | nicht ausgetragen    | nicht ausgetragen | nicht ausgetragen | 4:51:56,0 h    | Zehnter        |
| Fernand Canteloube Georges Detreille Marcel Gobillot Achille Souchard | Mannschaftsfahren (175 km)   | nicht ausgetragen | nicht ausgetragen | nicht ausgetragen | nicht ausgetragen | nicht ausgetragen        | nicht ausgetragen        | nicht ausgetragen    | nicht ausgetragen    | nicht ausgetragen | nicht ausgetragen | 19:16:43,4 h   | Olympiasieger  |
| Athlet                                                                | Disziplin                    | Vorlauf           | Vorlauf           | Viertelfinale     | Viertelfinale     | Hoffnungslauf Halbfinale | Hoffnungslauf Halbfinale | Hoffnungslauf Finale | Hoffnungslauf Finale | Halbfinale        | Halbfinale        | Finale         | Finale         |
| Athlet                                                                | Disziplin                    | Ergebnis          | Platz             | Ergebnis          | Platz             | Ergebnis                 | Platz                    | Ergebnis             | Platz                | Ergebnis          | Platz             | Ergebnis       | Platz          |
| Gaston Alancourt                                                      | 50 km                        | nicht ausgetragen | nicht ausgetragen | nicht ausgetragen | nicht ausgetragen | nicht ausgetragen        | nicht ausgetragen        | nicht ausgetragen    | nicht ausgetragen    | nicht ausgetragen | nicht ausgetragen | k. A.          | Achter         |
| Henri Bellivier                                                       | Sprint                       | 13,2 s            | Erster            | k. A.             | Zweiter           | k. A.                    | Erster                   | k. A.                | Vierter              | nicht erreicht    | nicht erreicht    | nicht erreicht | nicht erreicht |
| Courder                                                               | 50 km                        | nicht ausgetragen | nicht ausgetragen | nicht ausgetragen | nicht ausgetragen | nicht ausgetragen        | nicht ausgetragen        | nicht ausgetragen    | nicht ausgetragen    | nicht ausgetragen | nicht ausgetragen | DNF            | DNF            |
| Enguerrand                                                            | 50 km                        | nicht ausgetragen | nicht ausgetragen | nicht ausgetragen | nicht ausgetragen | nicht ausgetragen        | nicht ausgetragen        | nicht ausgetragen    | nicht ausgetragen    | nicht ausgetragen | nicht ausgetragen | DNF            | DNF            |
| Pierre Lanusse                                                        | Sprint                       | 13,0 s            | Erster            | k. A.             | Zweiter           | 13,0 s                   | Erster                   | 13,0 s               | Erster               | 15,2 s            | Zweiter           | nicht erreicht | nicht erreicht |
| Georges Paillard                                                      | Sprint                       | k. A.             | Zweiter           | k. A.             | Dritter           | k. A.                    | Dritter                  | nicht erreicht       | nicht erreicht       | nicht erreicht    | nicht erreicht    | nicht erreicht | nicht erreicht |
| Georges Perrin                                                        | Sprint                       | k. A.             | Zweiter           | k. A.             | Zweiter           | 12,8 s                   | Erster                   | k. A.                | Dritter              | nicht erreicht    | nicht erreicht    | nicht erreicht | nicht erreicht |
| Henri Bellivier Georges Perrin                                        | Tandem                       | nicht ausgetragen | nicht ausgetragen | k. A.             | Dritter           | nicht ausgetragen        | nicht ausgetragen        | nicht ausgetragen    | nicht ausgetragen    | nicht erreicht    | nicht erreicht    | nicht erreicht | nicht erreicht |
| Courder Enguerrand Lucien Faucheux Henri Habent                       | 4000 m Mannschaftsverfolgung | nicht ausgetragen | nicht ausgetragen | k. A.             | Zweiter           | nicht ausgetragen        | nicht ausgetragen        | nicht ausgetragen    | nicht ausgetragen    | nicht erreicht    | nicht erreicht    | nicht erreicht | nicht erreicht |

### Reiten
| Athlet                                                                  | Pferd                               | Disziplin                  | Finale   | Finale   |
| Athlet                                                                  | Pferd                               | Disziplin                  | Ergebnis | Platz    |
| ----------------------------------------------------------------------- | ----------------------------------- | -------------------------- | -------- | -------- |
| Jacques Alquir-Bouffard                                                 | Dahlia                              | Springreiten, Einzel       | 13,25    | 20.      |
| Michel Artola                                                           | Plumard                             | Dressur, Einzel            | 23,4375  | Sechster |
| Alfred Badu                                                             |                                     | Kunstreiten, Einzel        | 23,000   | Elfter   |
| Marcel Blanchard                                                        | Lenotre                             | Dressur, Einzel            | 20,0000  | 13.      |
| Antoine Boudet                                                          | Ambleville                          | Dressur, Einzel            | 21,8125  | Neunter  |
| Hédoin de Maille                                                        | Chéri Biribi                        | Dressur, Einzel            | 23,9375  | Fünfter  |
| Cabanac                                                                 |                                     | Kunstreiten, Einzel        | 24,333   | Zehnter  |
| Camille de Sartiges                                                     | Jehova                              | Vielseitigkeit, Einzel     | 1352,50  | 15.      |
| Cauchy                                                                  |                                     | Kunstreiten, Einzel        | 25,250   | Neunter  |
| Jules de Vregille                                                       | Grand Manitou                       | Vielseitigkeit, Einzel     | DNF      | DNF      |
| Jean Esnault-Pelterie                                                   | Saint James                         | Dressur, Einzel            | 21,8125  | Neunter  |
| Field                                                                   |                                     | Kunstreiten, Einzel        | 29,500   | Zweiter  |
| Formal                                                                  |                                     | Kunstreiten, Einzel        | 22,833   | Zwölfter |
| Formal                                                                  |                                     | Kunstreiten, Einzel        | 20,500   | 13.      |
| Edmond L'Hotte                                                          | Kabyle                              | Springreiten, Einzel       | 8,00     | Zehnter  |
| Henri Mehu                                                              | Callipyge                           | Dressur, Einzel            | 20,1250  | Zwölfter |
| Edouard Saint-Poulof                                                    | Josette                             | Vielseitigkeit, Einzel     | 1387,50  | 13.      |
| Salins                                                                  |                                     | Kunstreiten, Einzel        | 26,333   | Siebter  |
| Franck Tisnés                                                           | Ugolin                              | Springreiten, Einzel       | 17,00    | 22.      |
| André Vidart                                                            | Maxime                              | Vielseitigkeit, Einzel     | DNF      | DNF      |
| Cauchy Field Salins                                                     |                                     | Kunstreiten, Mannschaft    | 81,083   | Zweiter  |
| Théophile Carbon Auguste de Laissardière Henri Horment Pierre Le Moyne  | Incas Othello Dignité Flirt         | Springreiten, Mannschaft   | 34,75    | Vierter  |
| Camille de Sartiges Jules de Vregille Edouard Saint-Poulof André Vidart | Jehova Grand Manitou Josette Maxime | Vielseitigkeit, Mannschaft | DNF      | DNF      |

### Ringen
| Athlet           | Disziplin                       | Erste Runde       | Achtelfinale      | Viertelfinale    | Halbfinale     | Finale/Kampf um Bronze | Platz   |
| ---------------- | ------------------------------- | ----------------- | ----------------- | ---------------- | -------------- | ---------------------- | ------- |
| Freistil         |                                 |                   |                   |                  |                |                        |         |
| Pierre Angelot   | Mittelgewicht (bis 75 kg)       | Freilos           | Janssens Verloren | nicht erreicht   | nicht erreicht | nicht erreicht         | Neunter |
| Charles Backsman | Mittelgewicht (bis 75 kg)       | Penttala Verloren | nicht erreicht    | nicht erreicht   | nicht erreicht | nicht erreicht         | 17.     |
| Georges Barathon | Federgewicht (bis 60 kg)        | nicht ausgetragen | Freilos           | Gerson Verloren  | nicht erreicht | nicht erreicht         | Fünfter |
| Jules Deligny    | Leichtgewicht (bis 67,5 kg)     | nicht ausgetragen | Anttila Verloren  | nicht erreicht   | nicht erreicht | nicht erreicht         | Achter  |
| Jean Harrasse    | Federgewicht (bis 60 kg)        | nicht ausgetragen | Freilos           | Bernard Verloren | nicht erreicht | nicht erreicht         | Fünfter |
| Henri Joudiou    | Leichtgewicht (bis 67,5 kg)     | nicht ausgetragen | Freilos           | Wright Verloren  | nicht erreicht | nicht erreicht         | Fünfter |
| Pierre Ledron    | Halbschwergewicht (bis 82,5 kg) | nicht ausgetragen | Maurer Verloren   | nicht erreicht   | nicht erreicht | nicht erreicht         | Neunter |
| François Meyer   | Halbschwergewicht (bis 82,5 kg) | nicht ausgetragen | Larsson Verloren  | nicht erreicht   | nicht erreicht | nicht erreicht         | Neunter |

| Athlet                    | Disziplin                       | Erste Runde        | Achtelfinale       | Viertelfinale           | Halbfinale           | Finale           | Platz   |
| Athlet                    | Disziplin                       | Erste Runde        | Achtelfinale       | Viertelfinale um Silber | Halbfinale um Silber | Finale im Silber | Platz   |
| Athlet                    | Disziplin                       | Erste Runde        | Achtelfinale       | Viertelfinale um Bronze | Halbfinale um Bronze | Finale um Bronze | Platz   |
| ------------------------- | ------------------------------- | ------------------ | ------------------ | ----------------------- | -------------------- | ---------------- | ------- |
| griechisch-römischer Stil |                                 |                    |                    |                         |                      |                  |         |
| Théodore Bainconneau      | Leichtgewicht (bis 67,5 kg)     | Coerse Verloren    | nicht erreicht     | nicht erreicht          | nicht erreicht       | nicht erreicht   | 18.     |
| Théodore Bainconneau      | Leichtgewicht (bis 67,5 kg)     | Coerse Verloren    | nicht erreicht     | nicht erreicht          |                      |                  | 18.     |
| Théodore Bainconneau      | Leichtgewicht (bis 67,5 kg)     | Coerse Verloren    | nicht erreicht     | nicht erreicht          |                      |                  | 18.     |
| Jules Bouquet             | Federgewicht (bis 60 kg)        | Freilos            | Beránek Verloren   | nicht erreicht          | nicht erreicht       | nicht erreicht   | Elfter  |
| Jules Bouquet             | Federgewicht (bis 60 kg)        | Freilos            | Beránek Verloren   | nicht ausgetragen       | nicht erreicht       | nicht erreicht   | Elfter  |
| Jules Bouquet             | Federgewicht (bis 60 kg)        | Freilos            | Beránek Verloren   | nicht erreicht          |                      |                  | Elfter  |
| Maurice Bovis             | Federgewicht (bis 60 kg)        | Freilos            | Torgensen Verloren | nicht erreicht          | nicht erreicht       | nicht erreicht   | Elfter  |
| Maurice Bovis             | Federgewicht (bis 60 kg)        | Freilos            | Torgensen Verloren | nicht ausgetragen       | nicht erreicht       | nicht erreicht   | Elfter  |
| Maurice Bovis             | Federgewicht (bis 60 kg)        | Freilos            | Torgensen Verloren | nicht erreicht          |                      |                  | Elfter  |
| Edmond Dame               | Schwergewicht (über 82,5 kg)    | Freilos            | Kukk Gewonnen      | Lindfors Verloren       | nicht erreicht       | nicht erreicht   | Siebter |
| Edmond Dame               | Schwergewicht (über 82,5 kg)    | Freilos            | Kukk Gewonnen      | Hansen Verloren         | nicht erreicht       | nicht erreicht   | Siebter |
| Edmond Dame               | Schwergewicht (über 82,5 kg)    | Freilos            | Kukk Gewonnen      | Freilos                 | Weyand Verloren      | nicht erreicht   | Siebter |
| Jean Duvinet              | Halbschwergewicht (bis 82,5 kg) | Ohlsson Verloren   | nicht erreicht     | nicht erreicht          | nicht erreicht       | nicht erreicht   | 17.     |
| Jean Duvinet              | Halbschwergewicht (bis 82,5 kg) | Ohlsson Verloren   | nicht erreicht     | nicht ausgetragen       | nicht erreicht       | nicht erreicht   | 17.     |
| Jean Duvinet              | Halbschwergewicht (bis 82,5 kg) | Ohlsson Verloren   | nicht erreicht     | nicht ausgetragen       |                      |                  | 17.     |
| André Gasiglia            | Schwergewicht (über 82,5 kg)    | Lindfors Verloren  | nicht erreicht     | nicht erreicht          | nicht erreicht       | nicht erreicht   | Siebter |
| André Gasiglia            | Schwergewicht (über 82,5 kg)    | Lindfors Verloren  | nicht erreicht     | Freilos                 | Hansen Verloren      | nicht erreicht   | Siebter |
| André Gasiglia            | Schwergewicht (über 82,5 kg)    | Lindfors Verloren  | nicht erreicht     | Willkie Verloren        | nicht erreicht       | nicht erreicht   | Siebter |
| Emile Gorbière            | Mittelgewicht (bis 75 kg)       | Corsanego Verloren | nicht erreicht     | nicht erreicht          | nicht erreicht       | nicht erreicht   | 19.     |
| Emile Gorbière            | Mittelgewicht (bis 75 kg)       | Corsanego Verloren | nicht erreicht     | nicht erreicht          |                      |                  | 19.     |
| Emile Gorbière            | Mittelgewicht (bis 75 kg)       | Corsanego Verloren | nicht erreicht     | nicht erreicht          |                      |                  | 19.     |
| Camille Prunier           | Mittelgewicht (bis 75 kg)       | Huml Verloren      | nicht erreicht     | nicht erreicht          | nicht erreicht       | nicht erreicht   | 19.     |
| Camille Prunier           | Mittelgewicht (bis 75 kg)       | Huml Verloren      | nicht erreicht     | nicht erreicht          |                      |                  | 19.     |
| Camille Prunier           | Mittelgewicht (bis 75 kg)       | Huml Verloren      | nicht erreicht     | nicht erreicht          |                      |                  | 19.     |
| Maurice Rohon             | Leichtgewicht (bis 67,5 kg)     | Rahmy Gewonnen     | Väre Verloren      | nicht erreicht          | nicht erreicht       | nicht erreicht   | Achter  |
| Maurice Rohon             | Leichtgewicht (bis 67,5 kg)     | Rahmy Gewonnen     | Väre Verloren      | Freilos                 | Frisenfeldt Verloren | nicht erreicht   | Achter  |
| Maurice Rohon             | Leichtgewicht (bis 67,5 kg)     | Rahmy Gewonnen     | Väre Verloren      | nicht erreicht          |                      |                  | Achter  |

### Rudern
| Athlet | Disziplin             | Viertelfinale     | Viertelfinale     | Halbfinale | Halbfinale | Finale         | Finale         |
| Athlet | Disziplin             | Ergebnis          | Platz             | Ergebnis   | Platz      | Ergebnis       | Platz          |
| --- | --------------------- | ----------------- | ----------------- | ---------- | ---------- | -------------- | -------------- |
| Gaston Giran Alfred Plé | Doppelzweier          | nicht ausgetragen | nicht ausgetragen | 7:26,0 min | Erster     | 7:21,0 min     | Dritter        |
| Gabriel Poix Maurice Bouton Ernest Barberolle                                                                                              | Zweier mit Steuermann | nicht ausgetragen | nicht ausgetragen | 9:15,0 min | Erster     | 7:57,0 min     | Zweiter        |
| Henri Barbenés Albert Diebold Frédéric Fleig Robert Fleig Frédéric Grossmann Charles Hahn Émile Ruhlmann Charles Schlewer Émile Barberolle | Achter                | 6:37,0 min        | Erster            | 6:42,6 min | Erster     | nicht erreicht | nicht erreicht |

### Rugby
- Zweiter
Édouard Bader
François Borde
Adolphe Bousquet
Jean Bruneval
Alphonse Castex
André Chilo
René Crabos
Curtet
Alfred Eluère
Jacques Forestier
Grenet
Maurice Labeyrie
Robert Levasseur
Pierre Petiteau
Raoul Thiercelin

### Schießen
| Athlet                                                                                          | Disziplin                                         | Finale   | Finale   |
| Athlet                                                                                          | Disziplin                                         | Ergebnis | Platz    |
| ----------------------------------------------------------------------------------------------- | ------------------------------------------------- | -------- | -------- |
| Paul Colas                                                                                      | Freies Gewehr Dreistellungskampf 300 m            | 893      | k. A.    |
| Léon Johnson                                                                                    | Kleinkaliber Einzel 50 m                          | k. A.    | k. A.    |
| Léon Johnson                                                                                    | Armeegewehr liegend 300 m                         | 59       | Zweiter  |
| Léon Johnson                                                                                    | Armeegewehr stehend 300 m                         | k. A.    | k. A.    |
| André Parmentier                                                                                | Kleinkaliber Einzel 50 m                          | k. A.    | k. A.    |
| André Parmentier                                                                                | Freies Gewehr Dreistellungskampf 300 m            | 905      | k. A.    |
| Achille Paroche                                                                                 | Kleinkaliber Einzel 50 m                          | k. A.    | k. A.    |
| Achille Paroche                                                                                 | Freies Gewehr Dreistellungskampf 300 m            | 929      | k. A.    |
| Achille Paroche                                                                                 | Armeegewehr liegend 300 m                         | 59       | Fünfter  |
| Achille Paroche                                                                                 | Armeegewehr stehend 300 m                         | k. A.    | k. A.    |
| Albert Regnier                                                                                  | Freies Gewehr Dreistellungskampf 300 m            | 850      | k. A.    |
| Georges Roes                                                                                    | Kleinkaliber Einzel 50 m                          | k. A.    | k. A.    |
| Georges Roes                                                                                    | Freies Gewehr Dreistellungskampf 300 m            | 909      | k. A.    |
| Émile Rumeau                                                                                    | Kleinkaliber Einzel 50 m                          | k. A.    | k. A.    |
| Émile Boitout Léon Johnson Jules Maujean Joseph Pecchia André Regaud                            | Armeerevolver 30 m Mannschaft                     | 1239     | Fünfter  |
| Émile Boitout Léon Johnson Jules Maujean Joseph Pecchia André Regaud                            | Armeerevolver 50 m Mannschaft                     | 2225     | Sechster |
| Paul Colas André Parmentier Achille Paroche Albert Regnier Georges Roes                         | Freies Gewehr Dreistellungskampf 300 m Mannschaft | 4487     | Siebter  |
| Léon Johnson André Parmentier Achille Paroche Georges Roes Émile Rumeau                         | Kleinkaliber 50 m Mannschaft                      | 1847     | Fünfter  |
| Léon Johnson André Parmentier Achille Paroche Georges Roes Émile Rumeau                         | Armeegewehr liegend 300 m Mannschaft              | 283      | Zweiter  |
| Léon Johnson André Parmentier Achille Paroche Georges Roes Émile Rumeau                         | Armeegewehr stehend 300 m Mannschaft              | 249      | Fünfter  |
| Léon Johnson André Parmentier Achille Paroche Georges Roes Émile Rumeau                         | Armeegewehr liegend 600 m Mannschaft              | 280      | Fünfter  |
| Léon Johnson André Parmentier Achille Paroche Georges Roes Émile Rumeau                         | Armeegewehr liegend 300 und 600 m Mannschaft      | 563      | Vierter  |
| Augustin Berjat Henri de Castex Jan de Lareinty-Tholoza André Fleury Marcel Lafitte René Texier | Tontaubenschießen Mannschaft                      | 210      | Siebter  |

### Schwimmen
| Athlet                                                  | Disziplin                  | Viertelfinale     | Viertelfinale     | Halbfinale     | Halbfinale     | Finale         | Finale         |
| Athlet                                                  | Disziplin                  | Ergebnis          | Platz             | Ergebnis       | Platz          | Ergebnis       | Platz          |
| ------------------------------------------------------- | -------------------------- | ----------------- | ----------------- | -------------- | -------------- | -------------- | -------------- |
| Männer                                                  |                            |                   |                   |                |                |                |                |
| Émile Arbogast                                          | 200 m Brust                | k. A.             | Fünfter           | nicht erreicht | nicht erreicht | nicht erreicht | nicht erreicht |
| Émile Arbogast                                          | 400 m Brust                | k. A.             | Vierter           | nicht erreicht | nicht erreicht | nicht erreicht | nicht erreicht |
| Albert Lavraie                                          | 1500 m Freistil            | DNF               | DNF               | nicht erreicht | nicht erreicht | nicht erreicht | nicht erreicht |
| Lucien Lebaillif                                        | 200 m Brust                | k. A.             | Fünfter           | nicht erreicht | nicht erreicht | nicht erreicht | nicht erreicht |
| Lucien Lebaillif                                        | 400 m Brust                | 7:12,2 min        | Zweiter           | k. A.          | Fünfter        | nicht erreicht | nicht erreicht |
| Daniel Lehu                                             | 100 m Rücken               | nicht ausgetragen | nicht ausgetragen | k. A.          | Sechster       | nicht erreicht | nicht erreicht |
| Henri Matter                                            | 100 m Rücken               | nicht ausgetragen | nicht ausgetragen | k. A.          | Fünfter        | nicht erreicht | nicht erreicht |
| Henri Padou                                             | 100 m Freistil             | 1:08,4 min        | Dritter           | nicht erreicht | nicht erreicht | nicht erreicht | nicht erreicht |
| Georges Pouilley                                        | 100 m Freistil             | k. A.             | Vierter           | nicht erreicht | nicht erreicht | nicht erreicht | nicht erreicht |
| Paul Vasseur                                            | 400 m Freistil             | 6:30,4 min        | Dritter           | nicht erreicht | nicht erreicht | nicht erreicht | nicht erreicht |
| Rémi Weil                                               | 100 m Freistil             | k. A.             | Vierter           | nicht erreicht | nicht erreicht | nicht erreicht | nicht erreicht |
| Albert Mayaud Henri Padou Georges Pouilley Paul Vasseur | 4 × 200 m Freistil Staffel | nicht ausgetragen | nicht ausgetragen | 11:53,0 min    | Vierter        | nicht erreicht | nicht erreicht |
| Athlet                                                  | Disziplin                  |                   |                   | Halbfinale     | Halbfinale     | Finale         | Finale         |
| Athlet                                                  | Disziplin                  | Ergebnis          | Platz             | Ergebnis       | Platz          |                |                |
| Frauen                                                  |                            |                   |                   |                |                |                |                |
| Yvonne Degraine                                         | 100 m Freistil             | nicht ausgetragen | nicht ausgetragen | k. A.          | Vierter        | nicht erreicht | nicht erreicht |
| Ernestine Lebrun                                        | 100 m Freistil             | nicht ausgetragen | nicht ausgetragen | k. A.          | Vierter        | nicht erreicht | nicht erreicht |
| Ernestine Lebrun                                        | 300 m Freistil             | nicht ausgetragen | nicht ausgetragen | k. A.          | Fünfter        | nicht erreicht | nicht erreicht |
| Suzanne Wurtz                                           | 100 m Freistil             | nicht ausgetragen | nicht ausgetragen | k. A.          | Fünfter        | nicht erreicht | nicht erreicht |
| Suzanne Wurtz                                           | 300 m Freistil             | nicht ausgetragen | nicht ausgetragen | 5:33,0 min     | Vierter        | nicht erreicht | nicht erreicht |

### Segeln
| Athlet                                | Disziplin        | Erstes Rennen | Erstes Rennen | Zweites Rennen | Zweites Rennen | Drittes Rennen | Drittes Rennen | Total  | Total   |
| Athlet                                | Disziplin        | Ergebnis      | Platz         | Ergebnis       | Platz          | Ergebnis       | Platz          | Punkte | Platz   |
| ------------------------------------- | ---------------- | ------------- | ------------- | -------------- | -------------- | -------------- | -------------- | ------ | ------- |
| Robert Monier Félix Picon Albert Weil | 6,5-Meter-Klasse | k. A.         | k. A.         | k. A.          | k. A.          | k. A.          | k. A.          | k. A.  | Zweiter |

### Tennis
| Athlet                                | Disziplin      | Erste Runde                          | Zweite Runde                                   | Achtelfinale                                         | Viertelfinale                                 | Halbfinale                                      | Finale                             | Rank          |
| Athlet                                | Disziplin      | Gegner Ergebnis                      | Gegner Ergebnis                                | Gegner Ergebnis                                      | Gegner Ergebnis                               | Gegner Ergebnis                                 | Gegner Ergebnis                    | Rank          |
| ------------------------------------- | -------------- | ------------------------------------ | ---------------------------------------------- | ---------------------------------------------------- | --------------------------------------------- | ----------------------------------------------- | ---------------------------------- | ------------- |
| Jean-François Blanchy                 | Einzel, Männer | Dodd Verloren 2–6, 6–2, 6–1, 9–7     | nicht erreicht                                 | nicht erreicht                                       | nicht erreicht                                | nicht erreicht                                  | nicht erreicht                     | 32.           |
| Jacques Brugnon                       | Einzel, Männer | Bye                                  | Chiesa Gewonnen 6–4, 6–5, 6–4                  | Raymond Verloren 3–6, 6–2, 6–0, 6–1                  | nicht erreicht                                | nicht erreicht                                  | nicht erreicht                     | Neunter       |
| Max Décugis                           | Einzel, Männer | Norton Gewonnen 6–4, 12–10, 2–6, 8–6 | Dodd Verloren 6–2, 6–1, 6–1                    | nicht erreicht                                       | nicht erreicht                                | nicht erreicht                                  | nicht erreicht                     | 17.           |
| Élisabeth d’Ayen                      | Einzel, Frauen | nicht ausgetragen                    | Freilos                                        | Hansen Gewonnen 6–2, 6–3                             | McKane Verloren 6–2, 6–3                      | nicht erreicht                                  | nicht erreicht                     | Fünfter       |
| Suzanne Lenglen                       | Einzel, Frauen | nicht ausgetragen                    | Storms Gewonnen 6–0, 6–0                       | McNair Gewonnen 6–0, 6–0                             | Strömberg-von Essen Gewonnen 6–0, 6–0         | Fick Gewonnen 6–0, 6–1                          | Holman Gewonnen 6–3, 6–0           | Olympiasieger |
| Jean Samazeuilh                       | Einzel, Männer | Freilos                              | Winslow Verloren 7–5, 2–6, 6–3, 6–2            | nicht erreicht                                       | nicht erreicht                                | nicht erreicht                                  | nicht erreicht                     | 17.           |
| Jeanne Vaussard                       | Einzel, Frauen | nicht ausgetragen                    | McKane Verloren 6–4, 6–4                       | nicht erreicht                                       | nicht erreicht                                | nicht erreicht                                  | nicht erreicht                     | 15.           |
| Pierre Albarran Max Décugis           | Doppel, Männer | nicht ausgetragen                    | Freilos                                        | de Satrústegui & Flaquer Gewonnen 6–2, 3–6, 6–0, 6–4 | Blackbeard & Dodd Gewonnen 3–6, 6–4, 6–4, 6–5 | Turnbull & Woosnam Gewonnen 4–6, 6–4, 6–3, 10–8 | Blanchy & Brugnon Gewonnen         | Dritter       |
| Jean-François Blanchy Jacques Brugnon | Doppel, Männer | nicht ausgetragen                    | Freilos                                        | Hykš & Just Gewonnen 6–1, 6–2, 6–4                   | Langaard & Nielsen Gewonnen 6–1, 6–1, 6–3     | Seiichirō & Kumagai Verloren 6–4, 4–6, 6–3, 6–1 | Albarran & Décugis Verloren        | Vierter       |
| Jean-François Blanchy Jeanne Vaussard | Mixed          | nicht ausgetragen                    | Freilos                                        | Chaudoir & Lammens Verloren 4–6, 7–5, 6–3            | nicht erreicht                                | nicht erreicht                                  | nicht erreicht                     | Neunter       |
| Élisabeth d’Ayen Pierre Hirsch        | Mixed          | nicht ausgetragen                    | Fick & Lindqvist Gewonnen 6–4, 6–2             | McKane & Woosnam Verloren 6–4, 6–2                   | nicht erreicht                                | nicht erreicht                                  | nicht erreicht                     | Neunter       |
| Élisabeth d’Ayen Suzanne Lenglen      | Doppel, Frauen | nicht ausgetragen                    | nicht ausgetragen                              | Freilos                                              | Fick & Strömberg-von Essen Gewonnen 6–4, 6–3  | McKane & McNair Verloren 2–6, 6–3, 8–6          | Arendt & Storms Gewonnen           | Dritter       |
| Max Décugis Suzanne Lenglen           | Mixed          | nicht ausgetragen                    | Freilos                                        | Beamish & Beamish Gewonnen 6–2, 6–0                  | Chaudoir & Lammens Gewonnen 3–6, 6–1, 6–1     | Hansen & Tegner Gewonnen 6–0, 6–1               | McKane & Woosnam Gewonnen 6–4, 6–2 | Olympiasieger |
| Daniel Lawton Jean Samazeuilh         | Doppel, Männer | nicht ausgetragen                    | Grisar & van den Bemden Gewonnen 6–4, 6–3, 6–3 | Blackbeard & Dodd Verloren 6–3, 6–0, 9–7             | nicht erreicht                                | nicht erreicht                                  | nicht erreicht                     | Neunter       |

### Turnen
| Athlet | Disziplin            | Finale   | Finale   |
| Athlet | Disziplin            | Ergebnis | Platz    |
| --- | -------------------- | -------- | -------- |
| Jean Gounot | Einzelmehrkampf      | 87,45    | Dritter  |
| Laurent Grech | Einzelmehrkampf      | 85,65    | Sechster |
| Louis-Charles Marty | Einzelmehrkampf      | 81,15    | 13.      |
| Georges Thurnherr | Einzelmehrkampf      | 86,00    | Fünfter  |
| Marco Torrès | Einzelmehrkampf      | 87,62    | Zweiter  |
| François Walker | Einzelmehrkampf      | 80,55    | 15.      |
| Georges Berger Émile Bouchès René Boulanger Alfred Bruyenne Eugène Cordonnier Léon Delsarte Lucien Démanet Paul Durin Victor Duvant Fernand Fauconnier Arthur Hermann Albert Hersoy Alphonse Higelin Georges Hoël Louis Quempe Georges Lagouge Paulin Lemaire Ernest Lespinasse Émile Boitelle Jules Pirard Eugène Pollet Georges Thurnherr Marco Torrès François Walker Julien Wartelle Paul Wartelle | Mannschaftsmehrkampf | 340,100  | Dritter  |

### Wasserball
- Elfter
Jean Thorailler
Émile-Georges Drigny
Albert Mayaud
Henri Padou
Henri Duvanel
Marcel Hussaud
Paul Vasseur

### Wasserspringen
| Athlet    | Disziplin                 | Vorrunde | Vorrunde | Vorrunde | Finale         | Finale         | Finale         |
| Athlet    | Disziplin                 | Punkte   | Ergebnis | Platz    | Punkte         | Ergebnis       | Platz          |
| --------- | ------------------------- | -------- | -------- | -------- | -------------- | -------------- | -------------- |
| Männer    |                           |          |          |          |                |                |                |
| Rémi Weil | Kunstspringen 1 m und 3 m | 31       | 477,30   | Siebter  | nicht erreicht | nicht erreicht | nicht erreicht |